# Sven Gillgren
Sven Josua Gillgren, född 25  mars 1889 i Stockholm, död 18 maj 1966 i Gustav Vasa församling i Stockholm, var en svensk målare och grafiker.
Han var son till skräddarmästaren Sven Gillgren och Anna Larsdotter. Gillgren studerade konst vid Wilhelmsons målarskola 1917–1918 och vid Tekniska skolan i Stockholm samt under studieresor till Köpenhamn, Amsterdam och Paris. Han medverkade i en stor del av Sveriges allmänna konstförenings utställningar 1918–1952 och i åtskilliga lokala konstföreningars utställningar. Hans konst består av stilleben och landskap ofta med motiv från Stockholms omgivningar, som grafiker arbetade han med torrnål och träsnitt. Han tilldelades första priset vid en tävling om utsmyckningen av gravkapellet vid Karolinska sjukhuset i Stockholm 1939. Sven Gillgren är representerad vid bland annat Moderna museet. Han är begravd på Norra begravningsplatsen utanför Stockholm.